# Aukus

Karta över de tre medlemsländerna i Aukus

Aukus är namn för ett militärt samarbete mellan Australien, Storbritannien och USA som tillkännagavs i september 2021. Samarbetet har setts som att ha en udd mot Kina. En väsentlig del av samarbetets syfte är, som den ursprungliga initiativtagaren Australien åsyftat, att ge teknologi om kärnkraftdrivna, men ej kärnvapenbestyckade, ubåtar till Australien i stället för den dieselmotorsteknologi, som Australien kontrakterat från en fransk leverantör.  Namnet är en akronym för de tre staternas namn på engelska och specifika geografiska områden som är av särskilt intresse för pakten uppges vara Taiwan och Sydkinesiska sjön.

## Köp av ubåtar
Diskussionen om Aukus startades på australiskt initiativ efter Joe Bidens installation som amerikansk president 2021, efter det att Australien börjat tvivla på tidigare planer att bygga tolv dieseldrivna ubåtar för dess flotta i ett teknologiskt samarbete med Frankrike. Ett avtal om detta hade 2016 träffats med franska Naval Group, innebärande tillverkning i Australien av en modifierad variant av franska ubåtar av Barracudaklass. Ubåtar av denna typ i franska marinen drivs med kärnkraft, men Australien hade med hänsyn till  inrikesopinionen uttryckligen valt dieseldrift.
I och med Aukus-samarbetet skiftade Australien i stället till amerikansk och/eller brittisk teknologi för produktion av (troligen) åtta kärnkraftdrivna ubåtar, med avsevärt större räckvidd.

## Reaktioner i andra länder
Frankrikes utrikesminister Jean-Yves Le Drian beskrev formandet av pakten som "en dolkstöt i ryggen" och Frankrike kallade hem sina ambassadörer från USA och Australien. Kina uttryckte att pakten skapade en militär kapprustning och anklagade Aukus-länderna för kärnvapenexport.